# بدون پسران زندگی معنا ندارد
بدون پسران زندگی معنا ندارد (به انگلیسی: Boys on the Side) فیلمی محصول سال ۱۹۹۵ و به کارگردانی هربرت راس است. در این فیلم بازیگرانی همچون ووپی گلدبرگ، مری-لوئیز پارکر، درو بریمور، متیو مک‌کانهی، جیمز رمار، بیلی ورث، آنیتا جیلت، دنیس بوتسکاریس، استل پارسونز و ایمی آکوئینو ایفای نقش کرده‌اند.